# 奥西普·曼德尔施塔姆

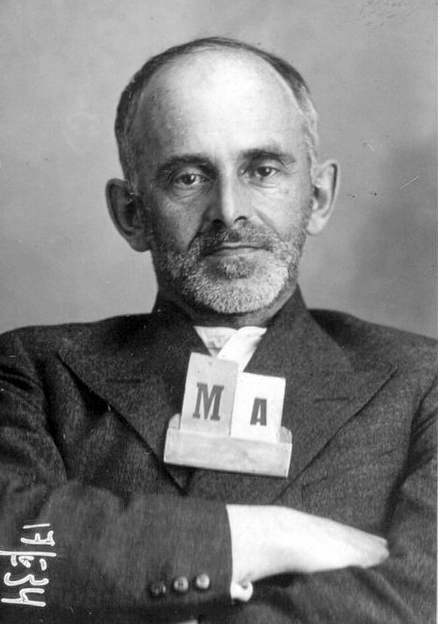
奥西普·曼德尔施塔姆

奥西普·埃米尔耶维奇·曼德尔施塔姆（羅馬化：Osip Emil'yevich Mandel'shtam；1891年1月15日—1938年12月27日），俄國猶太裔诗人、评论家，阿克梅派最著名的诗人之一、二十世纪俄罗斯最重要的诗人之一。他的诗一开始受象征主义影响，后转向新古典主义并具有强烈的悲剧色彩。

## 生平
曼德爾施塔姆出生在俄罗斯帝国波兰会议王国华沙的一個富裕的猶太家庭。他的父親從事皮貨生意，所以能被分配栅栏区一個殖民圍欄的名額。奧西普出生不久，他們全家都搬到聖彼得堡。在著名的特尼切夫斯基學校學習，這個學校的校友還包括納博科夫等蘇聯名人。他的第一首詩在1907年發表於校刊上。
在1908年4月，曼德爾施塔姆決定去巴黎大學學習文學和哲學，但第二年他轉投了德国的海德堡大學。1911年，他决定进入圣彼得堡大学继续学业。由于这所学校拒收犹太人，于是在这一年，他改宗衛理公會（但他沒實際活動），同年得以入学，不过他并未正式完成学位。
曼德爾施塔姆的詩歌，在1905年俄国革命之后，尖銳地表達民粹主义的觀點，已帶了象征主义的特點。1911年他從海德堡大學回來後，組織另外幾個俄國詩人組建了詩人公會，领袖人物是尼古拉斯·斯捷潘诺维奇·古米廖夫和谢尔盖·戈罗迪茨基。這個公會的核心就叫做阿克梅派。1913年，曼德爾施塔姆为这个新运动起草了宣言：《阿克梅之晨》（出版於1919年）。同年他出版了他的第一本詩選《石頭》。
在当时抽象的象征主义盛行的诗坛上，曼德尔施塔姆的诗歌根植于直觉和人道主义视角，直接表达自己的思想和情感。

## 恋爱与家庭
曼德尔施塔姆戀上了安娜·阿赫瑪托娃。据称他与女诗人安娜·阿赫瑪托娃有过风流往事，后者终其一生都在强调她与曼德尔施塔姆的关系是深切的友情，而非爱情。1910年代，曼德尔施塔姆曾与格鲁吉亚公主，圣彼得堡的社交名媛萨洛梅亚·安德罗尼科娃秘密地恋爱。1916年，曼德尔斯塔姆还写了一首诗《索洛明卡》献给她。
1922年，曼德尔施塔姆在基辅与娜傑日達·哈津结婚，她在那里和家人住在一起。他继续被其他妇女所吸引，有时还很严重。这段婚姻时常受到曼德尔施塔姆的多情的威胁，比如1924至1925年和奥尔加·瓦克塞尔，1933～1934年与 玛丽娅·彼得罗维奇。
在曼德尔施塔姆多年的监禁期间，1934–38年，纳杰日达陪同他一起流亡。鉴于奥西普诗歌的所有副本都有被毁的真正危险，她努力记住他的全部作品，并隐藏和保存选定的纸质手稿，同时做到避免自己也被捕。在20世纪60年代和70年代，随着政治气候的解冻，她主要负责安排曼德尔施塔姆诗歌秘密再次出版。

## 诗人生涯、政治迫害和死亡

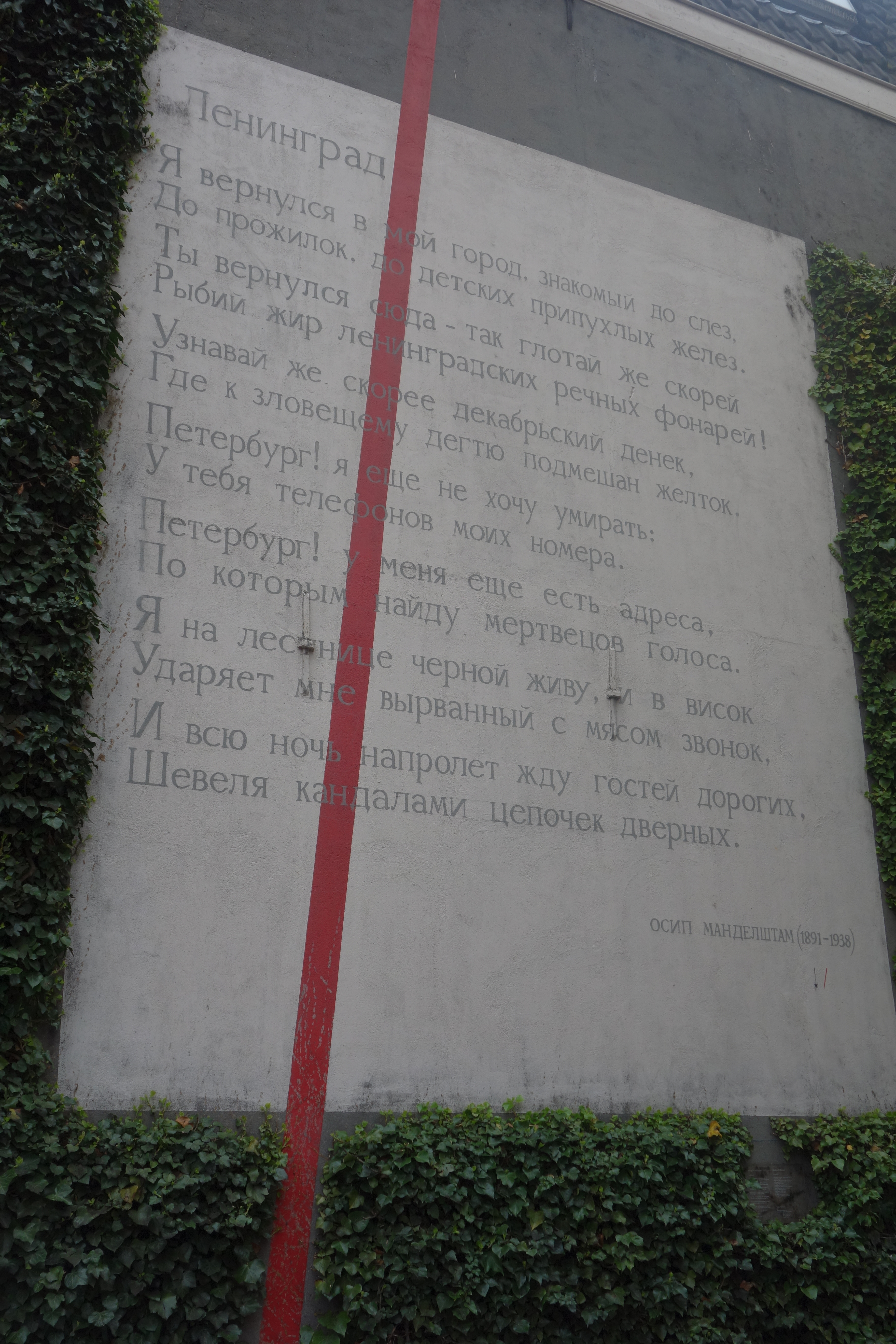
莱顿诗墙

1922年，曼德尔施塔姆夫妇迁居莫斯科。这时，他的第二本诗选，《特里斯提亚》，在柏林出版。之后的几年里他几乎完全丢下诗歌创作，专注于散文、文学评论和回忆录等等。《时间的噪音》、《费奥多西亚》—都写于1925年，和散文《埃及邮票》（1928年）。另外他6年里翻译了19本书，作为他的日常工作。后来他开始在报社供职。

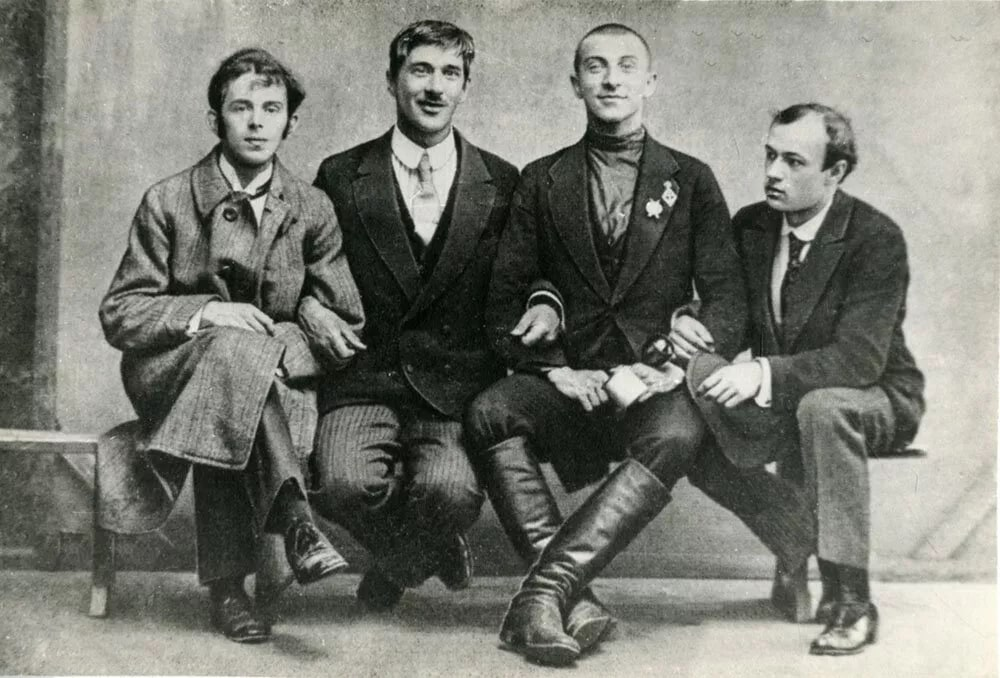
白银时代诗人曼德尔施塔姆、楚科夫斯基、利夫希茨（Benedikt Livshits）及安年科夫（尤里·安年科夫），卡爾‧布拉（Karl Bulla）攝於1914年

曼德尔施塔姆的反潮流，拒绝归化的倾向，没能隐藏得很深。在1933年秋，他写了著名的《斯大林讽刺诗》，在莫斯科的一个小型私人聚会上朗读。这首诗锋利地抨击了“克里姆林宫里的山野村夫”。这首诗有可能是受曼德尔施塔姆当年在克里米亚度假时目睹由集体化导致的大饥荒的影响。6个月后，1934年，曼德尔施塔姆被捕。但是，在审问他的诗后，没有立即被判处死刑或去古拉格，而是流放到乌拉尔地区北部的切尔登，他的妻子一直陪同他前去。在他试图自杀之后，尼古拉·伊万诺维奇·布哈林出面调解，减刑为驱逐出大城市。曼德尔斯坦和他的妻子只能选择新的居住地点：沃罗涅日。

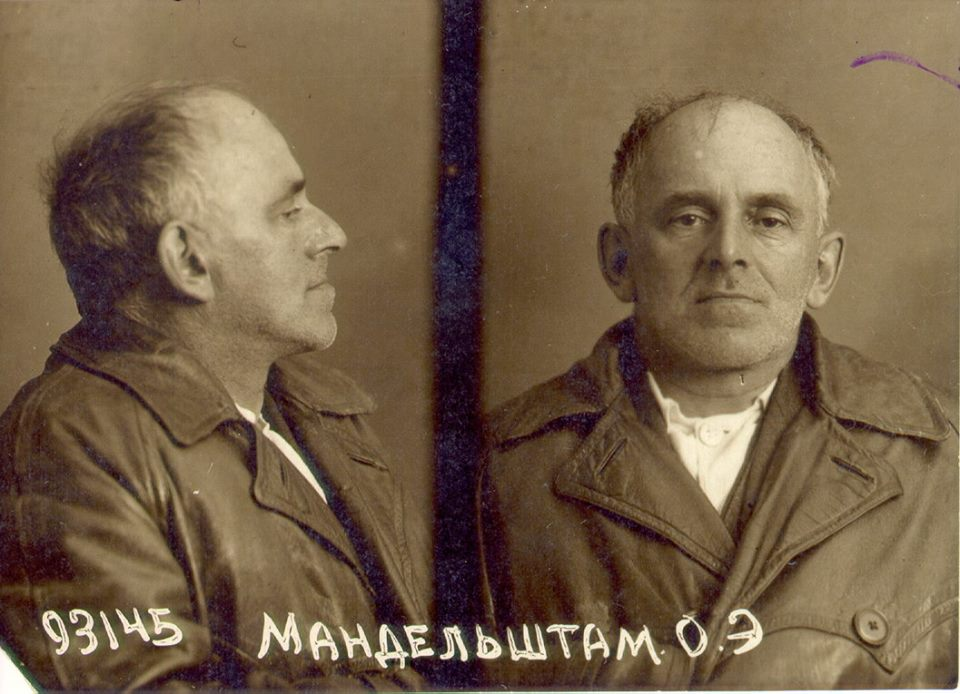
第二次逮捕後的內務人民委員部照片，1938年

这被证明是一次暂时的缓刑。在接下来的几年里，曼德尔施塔姆写了一本被称为沃罗涅日笔记本的诗集，其中包括组诗《无名士兵的诗》。他还写了几首诗，似乎美化斯大林（包括"斯大林颂歌"）。然而，在1937年大清洗运动开始后，俄国文坛开始对曼德尔施塔姆进行批判，先是在当地，不久之后，从莫斯科开始，指控他怀有反苏的观点。

### 第二次逮捕和死亡
第二年年初，曼德尔施塔姆夫妇收到一张去离莫斯科不远的郊区度假的政府凭证；他们在1938年5月抵达，曼德尔施塔姆于5月5日被捕（1938年10月12日文件，曼德尔施塔姆签名），并被以从事反革命活动的罪名起诉。4个月后，1938年8月2日，他被判以5年劳改。他来到远东地区海参崴附近的第二溪中转营，设法告诉了他的妻子，让她送来一些暖和的衣服，但他没能收到。官方称他的死因为“未知疾病”。他因寒冷和饥饿而死。后来，瓦尔拉姆·萨拉莫夫地短篇小说《雪莉白兰地》中描写了他的死。
曼德尔施塔姆自己的预言得以实现：“只有在俄罗斯，诗歌才受到尊重，它才会让人丧命。在其他地方，诗歌是谋杀的动机吗？”娜傑日達·曼德爾施塔姆的回忆录《Hope against Hope》 （1970年）和 《Hope Abandoned》 中记载了她的生活以及与丈夫在一起的时光。她还设法保存了曼德尔施塔姆未发表的作品的很大一部分。

## 恢复名誉
- 1956年，在赫鲁晓夫解冻期间，曼德尔施塔姆获得平反，撤销1938年对他的指控。
- 加拿大广播公司于1972年2月1日播出了《对抗希望的希望》（Hope Against Hope），这是一部关于曼德尔施塔姆诗歌的广播剧，根据纳杰日达·曼德尔施塔姆的同名书籍改编。剧本由加拿大学者和评论家乔治·沃利编写，广播由作曲家约翰·里维斯制作。
- 1977年，苏联天文学家尼古拉·切尔尼赫发现的微型行星，以曼德尔施塔姆的名字命名为“3461曼德尔施塔姆”[13]
- 1987年10月28日，在米哈伊尔·戈尔巴乔夫执政期间，又撤销1934年对曼德尔施塔姆的指控，至此得到彻底平反[14]